# Emil Brunner (Jurist)
Emil Brunner (* 1842; † 10. März 1898 in Hannover) war ein deutscher Verwaltungsjurist.

## Leben
Brunners Vater war ein Partikulier in Gnesen. Als Student an der Ruprecht-Karls-Universität war Emil Brunner Fuchs des Corps Guestphalia Heidelberg. An der Schlesischen Friedrich-Wilhelms-Universität Breslau studierte er Rechts- und Kameralwissenschaften. Am 17. Januar 1863 im Corps Silesia recipiert, zeichnete er sich als Subsenior und Senior aus. Nach dem Examen und dem Vorbereitungsdienst war er Staatsanwaltsgehilfe in Bartenstein. In Raschung bei Bartenstein heiratete er 1875 Clara Forstreuter, eine Nachfahrin Salzburger Exulanten. Emil Brunner wechselte in Preußens innere Verwaltung und kam 1876 als Landrat in den Kreis Rößel. Als solcher beteiligte er sich am Geschenk der Silbersäule (Aron) für Ostpreußens Oberpräsidenten Karl von Horn. In Rößel blieb er acht Jahre. Als Oberpräsidialrat beim Oberpräsidium der Provinz Hannover starb er mit 56 Jahren im Amt. Beerdigt wurde er am 15. März 1898 in Bischofsburg.